# Großer Preis von Japan 2017
Der Große Preis von Japan 2017 (offiziell 2017 Formula 1 Japanese Grand Prix) fand am 8. Oktober auf dem Suzuka International Racing Course in Suzuka statt und war das 16. Rennen der Formel-1-Weltmeisterschaft 2017.

## Bericht

### Hintergründe
Nach dem Großen Preis von Malaysia führte Lewis Hamilton in der Fahrerwertung mit 34 Punkten vor Sebastian Vettel und mit 59 Punkten vor Valtteri Bottas. In der Konstrukteurswertung führte Mercedes mit 118 Punkten vor Ferrari und mit 233 Punkten vor Red Bull Racing.
Beim Großen Preis von Japan stellte Pirelli den Fahrern die Reifenmischungen P Zero Medium (weiß), P Zero Soft (gelb), P Zero Supersoft (rot) sowie für Nässe Cinturato Intermediates (grün) und Cinturato Full-Wets (blau) zur Verfügung.
Im Vergleich zum Vorjahr wurden mehrere kleine Änderungen an der Strecke vorgenommen, die der Erhöhung der Sicherheit dienten. Am Ausgang der First und von Kurve zwei wurden hinter den bestehenden Curbs weitere Randsteine angebracht, außerdem wurde der Kunstrasen dort durch einen Asphaltstreifen ersetzt. In beiden Kurven wurden zudem zusätzliche Reifenstapel installiert, genau wie in Kurve vier, der Gyaku Bank, der Dunlop, Kurve neun, der Hairpin und der Spoon.
Wie im Vorjahr gab es lediglich eine DRS-Zone auf der Start-Ziel-Geraden, der Messpunkt befand sich 50 Meter vor der Casio Triangle.
Kevin Magnussen, (sieben), Jolyon Palmer (sechs), Stoffel Vandoorne, Vettel (jeweils fünf), Nico Hülkenberg (vier), Romain Grosjean, Kimi Räikkönen, Carlos Sainz jr., Max Verstappen (jeweils drei), Hamilton, Felipe Massa und Pascal Wehrlein (jeweils zwei) gingen mit Strafpunkten ins Rennwochenende.
Mit Vettel (viermal), Hamilton (dreimal), Fernando Alonso (zweimal) und Räikkönen (einmal) traten vier ehemalige Sieger zu diesem Grand Prix an. Alonso und Hamilton gewannen den Großen Preis von Japan jeweils einmal, als das Rennen 2007 und 2008 auf dem Fuji Speedway ausgetragen wurde.
Rennkommissare waren Tom Kristensen (DNK), Tim Mayer (USA), Takashi Mitarashi (JPN) und Nish Shetty (SGP).
Palmer bestritt seinen letzten Grand Prix.

### Freies Training
Im ersten freien Training war Vettel mit einer Rundenzeit von 1:29,166 Minuten Schnellster vor Hamilton und Daniel Ricciardo. Das Training musste nach einem Unfall von Sainz jr. unterbrochen werden.
Im zweiten freien Training, das im Gegensatz zum ersten bei Regen stattfand, fuhr Hamilton in 1:48,719 Minuten die Bestzeit vor Esteban Ocon und Sergio Pérez. Wegen der schlechten Wetterverhältnisse wurde das Training auf eine Länge von 45 Minuten verkürzt, außerdem fuhren nur fünf Piloten eine gezeitete Runde.
Bottas fuhr im dritten freien Training mit einer Rundenzeit von 1:29,055 Minuten die schnellste Zeit vor Hamilton und Vettel. Das Training wurde nach Unfällen von Bottas und Räikkönen insgesamt zweimal unterbrochen.

### Qualifying
Das Qualifying bestand aus drei Teilen mit einer Nettolaufzeit von 45 Minuten. Im ersten Qualifying-Segment (Q1) hatten die Fahrer 18 Minuten Zeit, um sich für das Rennen zu qualifizieren. Alle Fahrer, die im ersten Abschnitt eine Zeit erzielten, die maximal 107 Prozent der schnellsten Rundenzeit betrug, qualifizierten sich für den Grand Prix. Die besten 15 Fahrer erreichten den nächsten Teil. Das Segment wurde nach einem Unfall von Grosjean rund eine Minute vor dem Ende abgebrochen. Hamilton war Schnellster, benutzte dabei aber, genau wie Vettel, die Soft-Mischung. Alle übrigen Fahrer fuhren Supersoft. Die Sauber-Fahrer, Lance Stroll, Pierre Gasly und Grosjean schieden aus.
Der zweite Abschnitt (Q2) dauerte 15 Minuten. Die schnellsten zehn Piloten qualifizierten sich für den dritten Teil des Qualifyings. Hamilton war erneut Schnellster. Bottas und Räikkönen fuhren im Gegensatz zu den anderen Piloten ihre Zeit auf der Soft-Mischung. Sainz jr., die Renault-Piloten, Magnussen und Vandoorne schieden aus.
Der letzte Abschnitt (Q3) ging über eine Zeit von zwölf Minuten, in denen die ersten zehn Startpositionen vergeben wurden. Hamilton fuhr mit einer Rundenzeit von 1:27,319 Minuten die Bestzeit vor Bottas und Vettel. Es war die 71. Pole-Position für Hamilton in der Formel-1-Weltmeisterschaft und seine erste in Suzuka. Damit erzielte Hamilton auf allen Rennstrecken des Rennkalenders der Saison 2017 mindestens eine Pole-Position.
Bottas wurde wegen eines vorzeitigen Getriebewechsels um fünf Positionen nach hinten versetzt. Sainz jr. wurde für die Verwendung des sechsten MGU-H sowie des fünften Verbrennungsmotors und Turboladers in dieser Saison um 20 Startplätze nach hinten versetzt. Alonso wurde für die Verwendung des zehnten MGU-H und Turboladers, des jeweils achten MGU-K und Verbrennungsmotors, des siebten Energiespeichers und der sechsten Kontrollelektronik in dieser Saison um insgesamt 35 Startplätze rückversetzt. Palmer wurde für die Verwendung des sechsten MGU-H und Turboladers und des fünften Verbrennungsmotors in dieser Saison um 20 Positionen nach hinten versetzt. Nach seinem Unfall im dritten freien Training musste auch bei Räikkönen das Getriebe gewechselt werden, er wurde daher ebenfalls um fünf Startplätze strafversetzt.

### Rennen
Vor dem Start des Rennens arbeiteten die Mechaniker von Vettel an seinem Auto. Als das Rennen begann, war klar, dass er ernsthafte Probleme mit seinem Wagen hatte, da er sofort einige Positionen verlor. Vorne behielt Hamilton die Führung. Dahinter berührten sich Räikkönen und Hülkenberg. Räikkönen fiel auf den 15. Platz zurück. Sainz jr. hatte in der ersten Runde zudem einen Unfall, welcher das Safety-Car auf die Strecke brachte. Kurz nach dem Restart in der 4. Runde des Rennens schied Vettel dann wegen Motorproblemen aus.
Der andere Ferrari-Fahrer, Räikkönen, startete eine Aufholjagd, welche ihn bereits in der siebten Runde in die Punkteränge brachte. In Runde 8 kam Ericsson von der Strecke ab und die Rennleitung entschied sich für ein virtuelles Safety-Car. Mittlerweile war Räikkönen, der Hülkenberg überholte, Achter. In der elften Runde endete die virtuelle Safety-Car-Phase. Ocon übergab den dritten Platz zunächst an Ricciardo, dann an Bottas. In Runde 14 belegte Räikkönen vor Massa den siebten Platz. Nach weiteren 6 Runden überholte der Finne auch Pérez. Der Ferrari-Pilot macht in Runde 21 durch Ocons Boxenstopp eine weitere Position gut.
In der 22. Runde machte Verstappen seinen Stopp. Er kehrte vor Räikkönen auf die Strecke zurück. Mercedes rief sofort Hamilton an die Box, der vor dem Niederländer auf die Strecke zurückkehrte. Hülkenberg wechselte erst in Runde 39 die Reifen, schied dann aber nach ein paar Runden wegen eines DRS-Problems aus. Hülkenberg wechselte erst in Runde 39 die Reifen, schied dann aber nach ein paar Runden wegen eines DRS-Problems aus. In Runde 47 schied dann Stroll aufgrund einer gebrochenen Aufhängung aus. Die Rennleitung entschied sich erneut für das virtuelle Safety-Car.
In den letzten Runden näherte sich Bottas Ricciardo, während Verstappen den Rückstand auf weniger als eine Sekunde auf Hamilton verringerte, der unter Vibrationsproblemen litt. Allerdings wurden die Chancen des Niederländers, den Briten zu überholen, durch den Kampf zwischen Massa und Alonso um den zehnten Platz eingefroren.
Hamilton gewann das Rennen vor Verstappen und Ricciardo. Es war der 61. Sieg für Hamilton in der Formel-1-Weltmeisterschaft, davon der achte in dieser Saison. Verstappen erzielte die dritte und Ricciardo die neunte Podestplatzierung in dieser Saison. Somit standen zum ersten Mal in der Formel-1-Weltmeisterschaft 2017 dieselben Fahrer bei zwei aufeinander folgenden Grands Prix auf dem Siegerpodest. Die restlichen Punkteplatzierungen belegten Bottas, Räikkönen, Ocon, Pérez, Magnussen, Grosjean und Massa.
Hamilton vergrößerte somit seinen Vorsprung in der Gesamtwertung auf Vettel auf 59 Punkte, Bottas holte auf Vettel auf. Bei nur noch 100 zu vergebenden Punkten hatten alle übrigen Piloten keine Chancen mehr auf den Titelgewinn. Mercedes vergrößerte seinen Vorsprung in der Konstrukteurswertung auf Ferrari. Red Bull holte zwar auf Ferrari auf, hatte aber nun keine rechnerische Chance mehr, Mercedes noch einzuholen.

## Meldeliste
| Team                          | Nr. | Fahrer            | Chassis                   | Motor                         | Reifen |
| ----------------------------- | --- | ----------------- | ------------------------- | ----------------------------- | ------ |
| Mercedes AMG Petronas F1 Team | 44  | Lewis Hamilton    | Mercedes F1 W08 EQ Power+ | Mercedes-AMG F1 M08 EQ Power+ | P      |
| Mercedes AMG Petronas F1 Team | 77  | Valtteri Bottas   | Mercedes F1 W08 EQ Power+ | Mercedes-AMG F1 M08 EQ Power+ | P      |
| Red Bull Racing               | 03  | Daniel Ricciardo  | Red Bull RB13             | TAG Heuer                     | P      |
| Red Bull Racing               | 33  | Max Verstappen    | Red Bull RB13             | TAG Heuer                     | P      |
| Scuderia Ferrari              | 05  | Sebastian Vettel  | Ferrari SF70H             | Ferrari 062                   | P      |
| Scuderia Ferrari              | 07  | Kimi Räikkönen    | Ferrari SF70H             | Ferrari 062                   | P      |
| Sahara Force India F1 Team    | 11  | Sergio Pérez      | Force India VJM10         | Mercedes-AMG F1 M08 EQ Power+ | P      |
| Sahara Force India F1 Team    | 31  | Esteban Ocon      | Force India VJM10         | Mercedes-AMG F1 M08 EQ Power+ | P      |
| Williams Martini Racing       | 19  | Felipe Massa      | Williams FW40             | Mercedes-AMG F1 M08 EQ Power+ | P      |
| Williams Martini Racing       | 18  | Lance Stroll      | Williams FW40             | Mercedes-AMG F1 M08 EQ Power+ | P      |
| McLaren Honda                 | 14  | Fernando Alonso   | McLaren MCL32             | Honda RA617H                  | P      |
| McLaren Honda                 | 02  | Stoffel Vandoorne | McLaren MCL32             | Honda RA617H                  | P      |
| Scuderia Toro Rosso           | 10  | Pierre Gasly      | Toro Rosso STR12          | Renault R.E.17                | P      |
| Scuderia Toro Rosso           | 55  | Carlos Sainz jr.  | Toro Rosso STR12          | Renault R.E.17                | P      |
| Haas F1 Team                  | 08  | Romain Grosjean   | Haas VF-17                | Ferrari 062                   | P      |
| Haas F1 Team                  | 20  | Kevin Magnussen   | Haas VF-17                | Ferrari 062                   | P      |
| Renault Sport F1 Team         | 27  | Nico Hülkenberg   | Renault R.S.17            | Renault R.E.17                | P      |
| Renault Sport F1 Team         | 30  | Jolyon Palmer     | Renault R.S.17            | Renault R.E.17                | P      |
| Sauber F1 Team                | 09  | Marcus Ericsson   | Sauber C36                | Ferrari 061                   | P      |
| Sauber F1 Team                | 94  | Pascal Wehrlein   | Sauber C36                | Ferrari 061                   | P      |

## Klassifikationen

### Qualifying
| Pos.                                                                      | Fahrer            | Konstrukteur         | Q1       | Q2       | Q3       | Start |
| ------------------------------------------------------------------------- | ----------------- | -------------------- | -------- | -------- | -------- | ----- |
| 01                                                                        | Lewis Hamilton    | Mercedes             | 1:29,047 | 1:27,819 | 1:27,319 | 01    |
| 02                                                                        | Valtteri Bottas   | Mercedes             | 1:29,332 | 1:28,543 | 1:27,651 | 06    |
| 03                                                                        | Sebastian Vettel  | Ferrari              | 1:29,352 | 1:28,225 | 1:27,791 | 02    |
| 04                                                                        | Daniel Ricciardo  | Red Bull-TAG Heuer   | 1:29,475 | 1:28,935 | 1:28,306 | 03    |
| 05                                                                        | Max Verstappen    | Red Bull-TAG Heuer   | 1:29,181 | 1:28,747 | 1:28,332 | 04    |
| 06                                                                        | Kimi Räikkönen    | Ferrari              | 1:29,163 | 1:29,079 | 1:28,498 | 10    |
| 07                                                                        | Esteban Ocon      | Force India-Mercedes | 1:30,115 | 1:29,199 | 1:29,111 | 05    |
| 08                                                                        | Sergio Pérez      | Force India-Mercedes | 1:29,696 | 1:29,343 | 1:29,260 | 07    |
| 09                                                                        | Felipe Massa      | Williams-Mercedes    | 1:30,352 | 1:29,687 | 1:29,480 | 08    |
| 10                                                                        | Fernando Alonso   | McLaren-Honda        | 1:30,525 | 1:29,749 | 1:30,687 | 20    |
| 11                                                                        | Stoffel Vandoorne | McLaren-Honda        | 1:30,654 | 1:29,778 | –        | 09    |
| 12                                                                        | Nico Hülkenberg   | Renault              | 1:30,252 | 1:29,879 | –        | 11    |
| 13                                                                        | Kevin Magnussen   | Haas-Ferrari         | 1:30,774 | 1:29,972 | –        | 12    |
| 14                                                                        | Jolyon Palmer     | Renault              | 1:30,516 | 1:30,022 | –        | 18    |
| 15                                                                        | Carlos Sainz jr.  | Toro Rosso-Renault   | 1:30,565 | 1:30,413 | –        | 19    |
| 16                                                                        | Romain Grosjean   | Haas-Ferrari         | 1:30,849 | –        | –        | 13    |
| 17                                                                        | Pierre Gasly      | Toro Rosso-Renault   | 1:31,317 | –        | –        | 14    |
| 18                                                                        | Lance Stroll      | Williams-Mercedes    | 1:31,409 | –        | –        | 15    |
| 19                                                                        | Marcus Ericsson   | Sauber-Ferrari       | 1:31,597 | –        | –        | 16    |
| 20                                                                        | Pascal Wehrlein   | Sauber-Ferrari       | 1:31,885 | –        | –        | 17    |
| 107-Prozent-Zeit: 1:35,280 min (bezogen auf Q1-Bestzeit von 1:29,047 min) |                   |                      |          |          |          |       |

Anmerkungen
1. ↑  Bottas wurde wegen eines vorzeitigen Getriebewechsels um fünf Startplätze nach hinten versetzt.
2. ↑  Räikkönen wurde wegen eines vorzeitigen Getriebewechsels um fünf Startplätze nach hinten versetzt.
3. ↑  Alonso wurde wegen der Verwendung der zehnten MGU-H, des zehnten Turboladers, der achten MGU-K, des achten Verbrennungsmotors, des siebten Energiespeichers und der sechsten Kontrollelektronik in dieser Saison um 35 Startplätze nach hinten versetzt.
4. ↑  Palmer wurde wegen der Verwendung der sechsten MGU-H, des fünften Verbrennungsmotors und des fünften Turboladers in dieser Saison um 20 Startplätze nach hinten versetzt.
5. ↑  Sainz jr. wurde wegen der Verwendung der sechsten MGU-H sowie des fünften Verbrennungsmotors und des fünften Turboladers in dieser Saison um 20 Startplätze nach hinten versetzt.

### Rennen
| Pos. | Fahrer            | Konstrukteur         | Runden | Stopps | Zeit        | Start | Schnellste Runde |
| ---- | ----------------- | -------------------- | ------ | ------ | ----------- | ----- | ---------------- |
| 01   | Lewis Hamilton    | Mercedes             | 53     | 1      | 1:27:31,194 | 01    | 1:33,780 (43.)   |
| 02   | Max Verstappen    | Red Bull-TAG Heuer   | 53     | 1      | + 1,211     | 04    | 1:33,730 (51.)   |
| 03   | Daniel Ricciardo  | Red Bull-TAG Heuer   | 53     | 1      | + 9,679     | 03    | 1:33,694 (52.)   |
| 04   | Valtteri Bottas   | Mercedes             | 53     | 1      | + 10,580    | 06    | 1:33,144 (50.)   |
| 05   | Kimi Räikkönen    | Ferrari              | 53     | 1      | + 32,622    | 10    | 1:33,175 (50.)   |
| 06   | Esteban Ocon      | Force India-Mercedes | 53     | 1      | + 1:07,788  | 05    | 1:34,843 (50.)   |
| 07   | Sergio Pérez      | Force India-Mercedes | 53     | 1      | + 1:11,424  | 07    | 1:34,744 (23.)   |
| 08   | Kevin Magnussen   | Haas-Ferrari         | 53     | 1      | + 1:28,953  | 12    | 1:35,338 (50.)   |
| 09   | Romain Grosjean   | Haas-Ferrari         | 53     | 1      | + 1:29,883  | 13    | 1:35,347 (50.)   |
| 10   | Felipe Massa      | Williams-Mercedes    | 52     | 1      | + 1 Runde   | 08    | 1:35,943 (50.)   |
| 11   | Fernando Alonso   | McLaren-Honda        | 52     | 1      | + 1 Runde   | 20    | 1:35,111 (45.)   |
| 12   | Jolyon Palmer     | Renault              | 52     | 1      | + 1 Runde   | 18    | 1:34,095 (50.)   |
| 13   | Pierre Gasly      | Toro Rosso-Renault   | 52     | 2      | + 1 Runde   | 14    | 1:34,533 (45.)   |
| 14   | Stoffel Vandoorne | McLaren-Honda        | 52     | 2      | + 1 Runde   | 09    | 1:33,724 (49.)   |
| 15   | Pascal Wehrlein   | Sauber-Ferrari       | 51     | 3      | + 2 Runden  | 17    | 1:36,430 (27.)   |
| –    | Lance Stroll      | Williams-Mercedes    | 45     | 2      | DNF         | 15    | 1:34,548 (37.)   |
| –    | Nico Hülkenberg   | Renault              | 40     | 1      | DNF         | 11    | 1:35,883 (28.)   |
| –    | Marcus Ericsson   | Sauber-Ferrari       | 7      | 1      | DNF         | 16    | 1:38,596 (07.)   |
| –    | Sebastian Vettel  | Ferrari              | 4      | 0      | DNF         | 02    | 2:06,457 (02.)   |
| –    | Carlos Sainz jr.  | Toro Rosso-Renault   | 0      | 0      | DNF         | 19    | –                |

## WM-Stände nach dem Rennen
Die ersten zehn des Rennens bekamen 25, 18, 15, 12, 10, 8, 6, 4, 2 bzw. 1 Punkt(e).

### Fahrerwertung
| Pos. | Fahrer           | Konstrukteur         | Punkte |
| ---- | ---------------- | -------------------- | ------ |
| 01   | Lewis Hamilton   | Mercedes             | 306    |
| 02   | Sebastian Vettel | Ferrari              | 247    |
| 03   | Valtteri Bottas  | Mercedes             | 234    |
| 04   | Daniel Ricciardo | Red Bull-TAG Heuer   | 192    |
| 05   | Kimi Räikkönen   | Ferrari              | 148    |
| 06   | Max Verstappen   | Red Bull-TAG Heuer   | 111    |
| 07   | Sergio Pérez     | Force India-Mercedes | 82     |
| 08   | Esteban Ocon     | Force India-Mercedes | 65     |
| 09   | Carlos Sainz jr. | Toro Rosso-Renault   | 48     |
| 10   | Nico Hülkenberg  | Renault              | 34     |
| 11   | Felipe Massa     | Williams-Mercedes    | 34     |
| 12   | Lance Stroll     | Williams-Mercedes    | 32     |

| Pos. | Fahrer             | Konstrukteur       | Punkte |
| ---- | ------------------ | ------------------ | ------ |
| 13   | Romain Grosjean    | Haas-Ferrari       | 28     |
| 14   | Kevin Magnussen    | Haas-Ferrari       | 15     |
| 15   | Stoffel Vandoorne  | McLaren-Honda      | 13     |
| 16   | Fernando Alonso    | McLaren-Honda      | 10     |
| 17   | Jolyon Palmer      | Renault            | 8      |
| 18   | Pascal Wehrlein    | Sauber-Ferrari     | 5      |
| 19   | Daniil Kwjat       | Toro Rosso-Renault | 4      |
| 20   | Marcus Ericsson    | Sauber-Ferrari     | 0      |
| 21   | Antonio Giovinazzi | Sauber-Ferrari     | 0      |
| 22   | Pierre Gasly       | Toro Rosso-Renault | 0      |
| –    | Jenson Button      | McLaren-Honda      | 0      |
| –    | Paul di Resta      | Williams-Mercedes  | 0      |

### Konstrukteurswertung
| Pos. | Konstrukteur         | Punkte |
| ---- | -------------------- | ------ |
| 1    | Mercedes             | 540    |
| 2    | Ferrari              | 395    |
| 3    | Red Bull-TAG Heuer   | 303    |
| 4    | Force India-Mercedes | 147    |
| 5    | Williams-Mercedes    | 66     |

| Pos. | Konstrukteur       | Punkte |
| ---- | ------------------ | ------ |
| 06   | Toro Rosso-Renault | 52     |
| 07   | Haas-Ferrari       | 43     |
| 08   | Renault            | 42     |
| 09   | McLaren-Honda      | 23     |
| 10   | Sauber-Ferrari     | 5      |